# Carolina Marín
Carolina María Marín Martín (født 15. juni 1993) er en spansk professionel badmintonspiller.
Hun vandt sin første OL-guldmedalje i single for damer ved sommer-OL 2016 i Rio de Janeiro.